# Larix potaninii
Larix potaninii é uma espécie de lariço, conífera da família Pinaceae.
Pode ser encontrada nos seguintes países: China e Nepal.